# Phlebozemia
Phlebozemia är ett släkte av fjärilar. Phlebozemia ingår i familjen vecklare.
Kladogram enligt Catalogue of Life:
| Phlebozemia | \| \| Phlebozemia argyraetha \| \| \| \| \| \| Phlebozemia argyroiota \| \| \| \| \| \| Phlebozemia asperana \| \| \| \| \| \| Phlebozemia biocellana \| \| \| \| \| \| Phlebozemia chalcentes \| \| \| \| \| \| Phlebozemia diaphorus \| \| \| \| \| \| Phlebozemia elaphris \| \| \| \| \| \| Phlebozemia eutrachys \| \| \| \| \| \| Phlebozemia flexilineana \| \| \| \| \| \| Phlebozemia hybristis \| \| \| \| \| \| Phlebozemia macroura \| \| \| \| \| \| Phlebozemia memorabilis \| \| \| \| \| \| Phlebozemia peistica \| \| \| \| \| \| Phlebozemia petulans \| \| \| \| \| \| Phlebozemia phaedra \| \| \| \| |
|             | \| \| Phlebozemia argyraetha \| \| \| \| \| \| Phlebozemia argyroiota \| \| \| \| \| \| Phlebozemia asperana \| \| \| \| \| \| Phlebozemia biocellana \| \| \| \| \| \| Phlebozemia chalcentes \| \| \| \| \| \| Phlebozemia diaphorus \| \| \| \| \| \| Phlebozemia elaphris \| \| \| \| \| \| Phlebozemia eutrachys \| \| \| \| \| \| Phlebozemia flexilineana \| \| \| \| \| \| Phlebozemia hybristis \| \| \| \| \| \| Phlebozemia macroura \| \| \| \| \| \| Phlebozemia memorabilis \| \| \| \| \| \| Phlebozemia peistica \| \| \| \| \| \| Phlebozemia petulans \| \| \| \| \| \| Phlebozemia phaedra \| \| \| \| |
|             | Phlebozemia argyraetha |
|             | |
|             | Phlebozemia argyroiota |
|             | |
|             | Phlebozemia asperana |
|             | |
|             | Phlebozemia biocellana |
|             | |
|             | Phlebozemia chalcentes |
|             | |
|             | Phlebozemia diaphorus |
|             | |
|             | Phlebozemia elaphris |
|             | |
|             | Phlebozemia eutrachys |
|             | |
|             | Phlebozemia flexilineana |
|             | |
|             | Phlebozemia hybristis |
|             | |
|             | Phlebozemia macroura |
|             | |
|             | Phlebozemia memorabilis |
|             | |
|             | Phlebozemia peistica |
|             | |
|             | Phlebozemia petulans |
|             | |
|             | Phlebozemia phaedra |
|             | |